# Danh sách giải thưởng và đề cử của Dương Di
Dương Di tên tiếng Anh là Tavia Yeung (sinh ngày 30 tháng 8 năm 1979 tại Hồng Kông thuộc Anh) là một nữ diễn viên truyền hình - diễn viên điện ảnh kiêm ca sĩ nổi tiếng người Hồng Kông. Cô từng là diễn viên độc quyền của hãng TVB.
Cô tốt nghiệp lớp đào tạo diễn viên của đài TVB vào năm 1999 và chính thức theo đuổi con đường nghệ thuật. Cô từng giành được nhiều giải thưởng tại Giải thưởng thường niên TVB và cũng là nữ diễn viên duy nhất chiến thắng ở cả bốn hạng mục cá nhân tại lễ trao giải đó, bao gồm. Nữ diễn viên tiến bộ nhất tại năm 2003, Nữ diễn viên phụ xuất sắc nhất năm 2008, Nữ nhân vật được yêu thích nhất năm 2009 và Nữ diễn viên chính xuất sắc nhất (Thị Hậu) năm 2012.

## Giải thưởng

### NEXT Magazine
| Năm  | Hạng Mục                            | Tác Phẩm Đề Cử | Kết Quả   | Chú Thích |
| ---- | ----------------------------------- | -------------- | --------- | --------- |
| 2007 | Top 10 nghệ sĩ được yêu thích nhất  |                | Hạng 3    |           |
| 2007 | WHY Best Fashion Style Award        |                | Đoạt giải |           |
| 2010 | PHILIPS Extraordinary Star Award    |                | Đoạt giải |           |
| 2010 | Top 10 nghệ sĩ được yêu thích nhất  |                | Hạng 4    |           |
| 2011 | Top 10 nghệ sĩ được yêu thích nhất  |                | Hạng 5    |           |
| 2011 | Top 10 Healthy Image Hong Kong Star |                | Đoạt giải |           |
| 2012 | Top 10 nghệ sĩ được yêu thích nhất  |                | Hạng 8    |           |
| 2013 | Top 10 nghệ sĩ được yêu thích nhất  |                | Hạng 3    |           |

### Mingpao Newspaper Anniversary Awards
| Lần | Năm  | Hạng Mục                | Tác Phẩm Đề Cử     | Kết Quả   | Chú Thích |
| --- | ---- | ----------------------- | ------------------ | --------- | --------- |
| 40  | 2008 | Performance Power Award | Sức mạnh tình thân | Đoạt giải |           |

### TVB

#### StarHUB TVB Awards
| Lần | Năm  | Hạng Mục                                        | Tác Phẩm Đề Cử      | Kết Quả   | Chú Thích |
| --- | ---- | ----------------------------------------------- | ------------------- | --------- | --------- |
| 1   | 2010 | Nhân vật nữ truyền hình TVB được yêu thích nhất | Sức mạnh tình thân  | Đoạt giải |           |
| 2   | 2011 | Nhân vật nữ truyền hình TVB được yêu thích nhất | Bí mật của tình yêu | Đoạt giải |           |
| 3   | 2012 | Nhân vật nữ truyền hình TVB được yêu thích nhất | Sứ mệnh 36 giờ      | Đoạt giải |           |
| 3   | 2012 | Nữ diễn viên quyến rũ nhất                      |                     | Đoạt giải |           |
| 4   | 2013 | Nữ diễn truyền hình được yêu thích nhất         | Danh gia vọng tộc   | Đoạt giải |           |
| 4   | 2013 | Nhân vật nữ truyền hình TVB được yêu thích nhất | Danh gia vọng tộc   | Đoạt giải |           |
| 5   | 2014 | Nhân vật nữ truyền hình TVB được yêu thích nhất | Người kế nghiệp     | Đoạt giải |           |
| 6   | 2015 | Nhân vật nữ truyền hình TVB được yêu thích nhất | Thiên nhãn          | Đoạt giải |           |

#### TVB Anniversary Awards
| Lần | Năm  | Hạng Mục                                    | Tác Phẩm Đề Cử     | Kết Quả   | Chú Thích |
| --- | ---- | ------------------------------------------- | ------------------ | --------- | --------- |
| 36  | 2003 | Nữ diễn viên tiến bộ nhất                   | Trí dũng song hùng | Đoạt giải |           |
| 41  | 2008 | Nữ diễn viên phụ xuất sắc nhất              | Sức mạnh tình thân | Đoạt giải | [ 3 ]     |
| 42  | 2009 | Nữ diễn viên chính xuất sắc nhất            | Cung tâm kế        | Đề cử     |           |
| 42  | 2009 | Nữ nhân vật được yêu thích nhất             | Cung tâm kế        | Đoạt giải |           |
| 42  | 2009 | Best Performance of the Year                |                    | Đoạt giải |           |
| 43  | 2010 | Nữ diễn viên chính xuất sắc nhất            | Vụ án bí ẩn        | Đề cử     |           |
| 43  | 2010 | Nữ nhân vật được yêu thích nhất             | Vụ án bí ẩn        | Đề cử     |           |
| 45  | 2012 | Nữ diễn viên chính xuất sắc nhất            | Danh gia vọng tộc  | Đoạt giải |           |
| 45  | 2012 | Nữ nhân vật được yêu thích nhất             | Danh gia vọng tộc  | Đề cử     |           |
| 45  | 2012 | Nữ nhân vật được yêu thích nhất             | Sứ mệnh 36 giờ     | Đề cử     |           |
| 46  | 2013 | Nữ diễn viên chính xuất sắc nhất            | Sứ mệnh 36 giờ 2   | Đề cử     |           |
| 46  | 2013 | Nữ nhân vật được yêu thích nhất             | Sứ mệnh 36 giờ 2   | Đề cử     |           |
| 46  | 2013 | TVBC China's Most Popular TVB Female Artist |                    | Đoạt giải | [ 4 ]     |
| 47  | 2014 | Nữ diễn viên chính xuất sắc nhất            | Người kế nghiệp    | Đề cử     |           |
| 47  | 2014 | Nữ nhân vật được yêu thích nhất             | Người kế nghiệp    | Đề cử     |           |
| 48  | 2015 | Nữ diễn viên chính xuất sắc nhất            | Bước lỡ lầm        | Đề cử     |           |
| 51  | 2018 | Nữ diễn viên chính xuất sắc nhất            | Tái sáng thế kỷ    | Đề cử     |           |

#### TVB Star Awards Malaysia
| Năm  | Hạng Mục                                        | Tác Phẩm Đề Cử         | Kết Quả   | Chú Thích |
| ---- | ----------------------------------------------- | ---------------------- | --------- | --------- |
| 2009 | Nhân vật được yêu thích nhất                    | Cạm bẫy                | Đoạt giải |           |
| 2010 | Nữ diễn viên chính được yêu thích nhất          | Bí mật của tình yêu    | Đề cử     |           |
| 2010 | Top 10 nhân vật truyền hình được yêu thích nhất | Bí mật của tình yêu    | Đoạt giải |           |
| 2011 | Top 15 nhân vật truyền hình được yêu thích nhất | Chân tướng             | Đoạt giải |           |
| 2012 | Top 15 nhân vật truyền hình được yêu thích nhất | Sứ mệnh 36 giờ         | Đoạt giải |           |
| 2012 | Cặp đôi màn ảnh được yêu thích nhất             | Sứ mệnh 36 giờ         | Đoạt giải |           |
| 2012 | Nữ diễn viên chính được yêu thích nhất          | Sứ mệnh 36 giờ         | Đoạt giải | [ 5 ]     |
| 2013 | Nữ diễn viên chính được yêu thích nhất          | Sứ mệnh 36 giờ 2       | Đề cử     |           |
| 2013 | Top 15 nhân vật truyền hình được yêu thích nhất | Sứ mệnh 36 giờ 2       | Đoạt giải |           |
| 2013 | Cặp đôi màn ảnh được yêu thích nhất             | Sứ mệnh 36 giờ 2       | Đoạt giải |           |
| 2014 | Top 15 nhân vật truyền hình được yêu thích nhất | Người kế nghiệp        | Đoạt giải |           |
| 2015 | Top 16 nhân vật truyền hình được yêu thích nhất | Nghịch chiến đường Tây | Đoạt giải |           |

### Yahoo! Asia Buzz Awards
| Năm  | Hạng Mục                              | Tác Phẩm Đề Cử | Kết Quả   | Chú Thích |
| ---- | ------------------------------------- | -------------- | --------- | --------- |
| 2010 | Nữ diễn viên được tìm kiếm nhiều nhất |                | Đoạt giải |           |

## Giải thưởng khác

### 2003
- Weekly Awards Lần Thứ 3 - Nữ diễn viên tiến bộ nhất - Trí dũng song hùng

### 2013
- Fashion & Beauty's OL Most Loved Brand Spokesperson - Tavia Yeung for 2B Alternative
- Shanghai Fashion Weekly Magazine's 3rd Annual Best Beauty Advisor Awards - Public Welfare Ambassador Award
- Hong Kong Performing Arts Guild - Outstanding Performance By A Television Actress Award

### 2014
- Stars of Weibo - Weibo's Most Powerful Hong Kong TV Female Character - Sứ mệnh 36 giờ 2